# Ioan Gr. Periețeanu
Ioan Grigore Periețeanu (n. 24 martie 1879, București – d. 1959) a fost un avocat și om politic român din perioada interbelică.

## Studii
Născut în București, Ion Gr. Periețeanu a urmat liceul Matei Basarab, pe care l-a absolvit în anul 1897.
Ca student în cadrul Facultății de Drept, fondează Societatea Studenților în Drept al cărei vicepreședinte a fost. În aceasta perioadă face parte din comitetul de redacție al Gazetei Juridice, publicație care, însă, a avut un ultim număr în 1 ianuarie 1901. În acea perioadă s-au organizat celebrele discuții contradictorii asupra unor probleme juridice importante, sub forma de tribunale studențești.
Absolvă Facultatea juridică din București în 1902, cu teza: Excesele, cruzimile și injuriile grave în materie de divorț. După o scurtă perioadă în care a lucrat în postul de comisar-șef în Poliția Capitalei, I. Gr. Periețeanu s-a dedicat carierei de avocat, devenind celebru pentru pledoariile sale de excepție.

## Carieră
Și-a dus un aport decisiv în soluționarea conflictului dintre proprietari și chiriași, aflat atunci sub regimul legilor excepționale. În anul 1928 devine deputat de Ilfov, în 1932 devenind vicepreședinte al Adunării Deputaților.
A desfășurat o activitate parlamentară constructivă, aducându-și aportul decisiv în cadrul importante legi, precum: Legea pentru organizarea poliției generale a Statului, Legea cooperației, Legea chiriilor, Legea penitenciarelor, Legea pentru organizarea pe baze autonome a Teatrelor Naționale.
A avut o serie impresionantă de funcții importante, precum: Director al revistei Curierul Judiciar, Director al revistei Biblioteca Marilor Procese, membru în Consiliul Superior al Penitenciarelor, Președinte al presei judiciare din România, Director al Teatrului Național din București (1930-1931).
A fost printre membrii fondatori și vice-președinte al Societății Studențești. A ocupat mai multe funcții ca : inspector la Poliția capitalei (1905)| secretar general la primăria capitalei (1907-1908); deputat de Ilfov (1928-1930); vice-președinte al Adunării deputaților (1930-1931); ministru al comunicațiilor în cabinetul Vaida-Voevod (1932); vicepreședinte și apoi președinte al reuniunii avocaților din România (1935); membru în Soc. Scriitorilor Români și în multe redacții ale revistelor de specialitate cît și în multe asociații și societăți. 
Devine Ministru al Lucrărilor Publice și Comunicațiilor în Cabinetul Vaida-Voievod, în perioada 7 iunie - 10 august 1932.
I. Gr. Periețeanu este arestat la 5/6 mai 1950, alături de un număr impresionant de intelectuali români fiind eliberat la 4 august 1955.

## Alte informații
Gr. Periețeanu a desfășurat și o bogată activitate publicistică, scriind atât lucrări de specialitate, cât și opere literare. De asemenea, a realizat și o serie de traduceri. După una din pledoariile sale, magistratul D. Ciocardia, pe atunci Președinte al Curții de Apel București, s. IV-a), l-a chemat în Camera de Consiliu și i-a spus: "Te felicit pentru pledoaria d-tale. De când sunt magistrat am ascultat multe pledoarii, dar a d-tle se așază printre cele mai de frunte"